# Сьерва, Хуан де ла

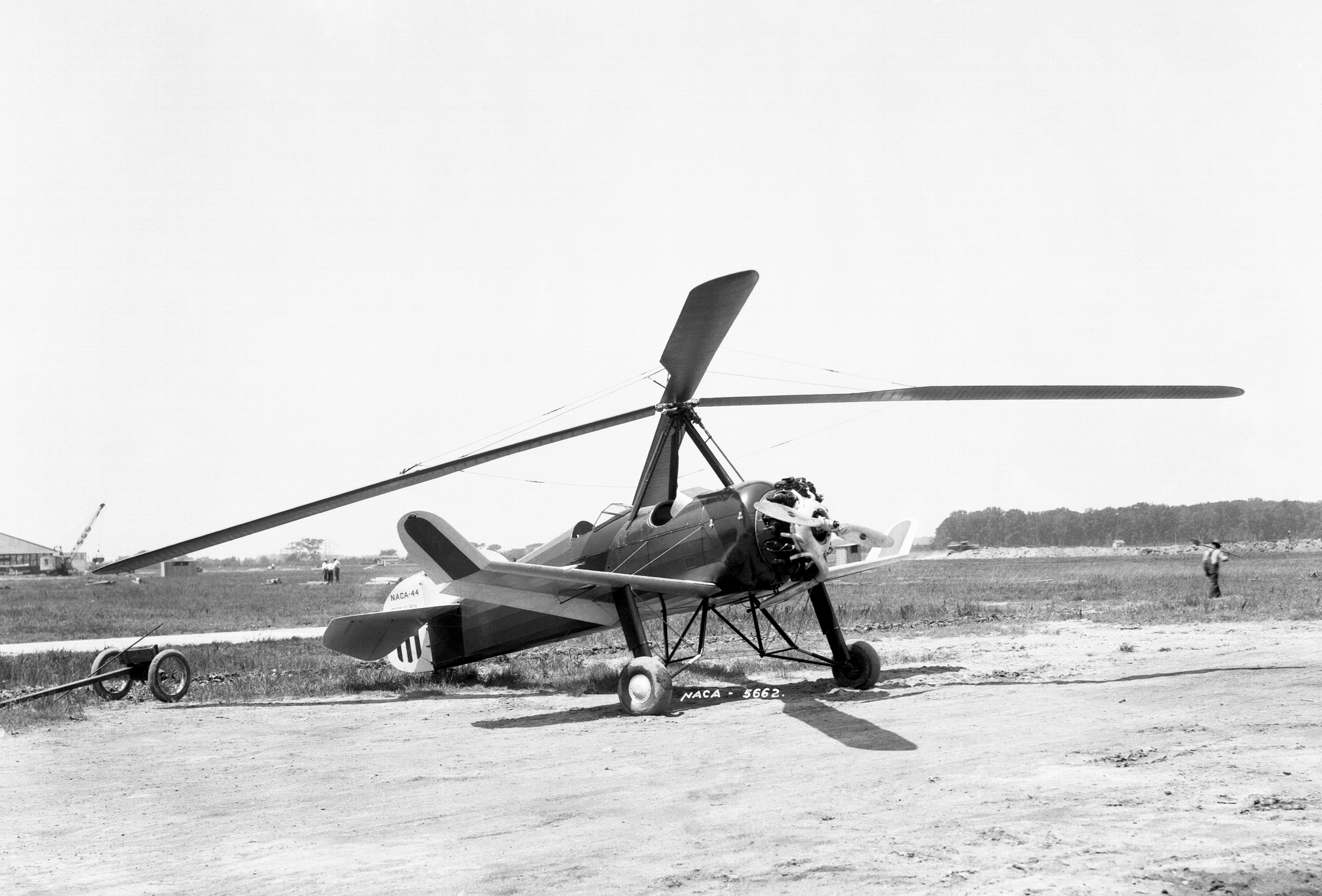
Автожир Pitcairn PCA-2

Хуа́н де ла Сье́рва (Сие́рва; исп. Juan de la Cierva, 21 сентября 1895, Мурсия, Испания — 9 декабря 1936, Кройдон, Англия) — испанский изобретатель, в 1922 году создал автожир, летательный аппарат тяжелее воздуха.
Подъёмная сила автожира создавалась при помощи большого несущего винта, который располагался над фюзеляжем и вращался под действием набегающего потока воздуха.
Переехав в 1925 году в Англию, при поддержке шотландского промышленника Джеймса Г. Вейра, основал компанию Cierva Autogiro Co., которая строила автожиры вместе с компанией Avro Aircraft.
Сьерва погиб 9 декабря 1936 года в авиакатастрофе самолёта Douglas DC-2 KLM PH-AKL в Кройдоне, Англия. Его пережили отец и дядя, которые вскоре после этого были убиты республиканцами.
В память о его заслугах в 1954 г. Франко пожаловал всем потомкам его вдовы (которые не являются, таким образом, прямыми потомками лётчика) специально учреждённый титул графа де ла Сьерва.

## Созданные автожиры
| Cierva C.6  | Cierva C.7  |
| Cierva C.8  | Cierva C.17 |
| Cierva C.19 | Cierva C.30 |

В Испании
- Cierva C.1[исп.]
- Cierva C.2[исп.]
- Cierva C.3[исп.]
- Cierva C.4[исп.]
- Cierva C.5[исп.]
- Cierva C.6[исп.] (Avro Type 574/575, C.6 bis)[4]
- Cierva C.7[исп.] (Loring[исп.] C.VII)

В Великобритании
- Cierva C.8[исп.], Mark IV (Avro Type 586/587/611/617)[4]
- Cierva C.9[исп.] (Avro Type 576)
- Cierva C.10 (Parnall[англ.] 4/26, мотор Armstrong Siddeley Genet)[5]
  - Cierva C.11 (Parnall[англ.] 'Gyroplane', C.10 с мотором ADC Airdisco)[5]
- Cierva C.12[исп.] (Loring C.XII)
- Cierva C.13 (Short 31/26)[4]
- Cierva C.17[исп.], Mk. I/II (Avro 612/620)[6]
  - Cierva C.18, Weymann-Lepère CTW.200 (C.17 с двухместной кабиной)[6]
- Cierva C.19[исп.], Mk. I/II/IIA/III/IV/IVP/V (Avro 620)
  - Cierva C.20 (лицензия на C.19 для Focke-Wulf)
  - Cierva C.21 (лицензия на C.19 для Lioré et Olivier)
- Cierva C.21[исп.]
- Cierva C.24[исп.] «de Havilland»
  - Cierva C.26 (C.24 с двумя двигателями)
- Cierva C.25[англ.] (Comper G.31/1)
- Cierva C.27 (Cierva-Lepère C.L. 10)[4]
- Cierva C.28 (Weir W.1)
- Cierva C.29[англ.] (Westland C.29)
- Cierva C.30 Mk. II/III/IV/V, (Avro Type 671, Focke-Wulf C.30 'Heuschrecke', Lioré et Olivier LeO C-30)
- Cierva C.31[англ.] (Westland CL.20, Cierva-Lepère C.31)[4]
- Cierva C.33 (Avro Type 665)
- Cierva C.34 (Lioré et Olivier, SNCASE C.34)
- Cierva C.37 (Avro Type 668)
- Cierva C.40
- Cierva C.41 (Specifications[англ.] S.22/38)